# Erika Fatland

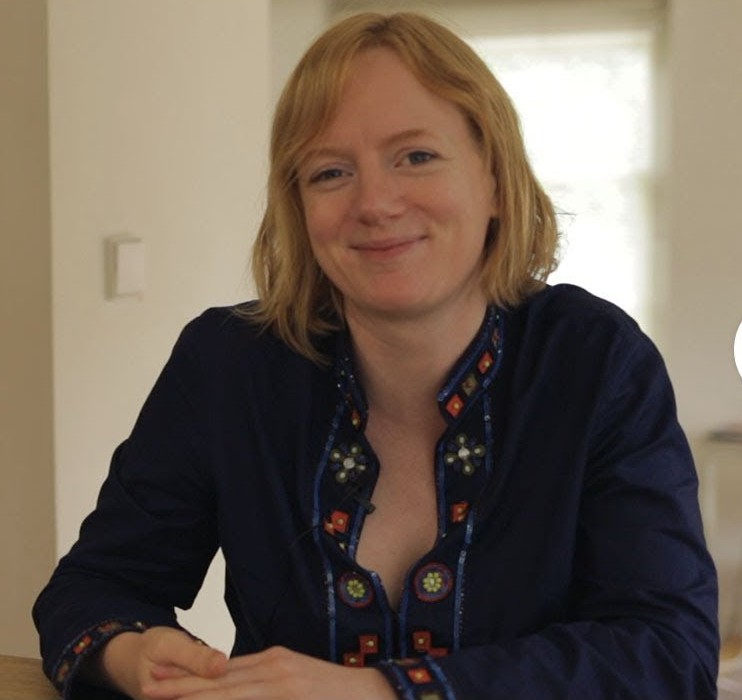
Erika Fatland, 2019

Erika Fatland (Haugesund, 27 augustus 1983) is een Noorse schrijfster en sociale antropologe. Zij is vooral gekend voor haar reisverslagen uit de landen van de voormalige Sovjet-Unie. Naast Noors spreekt zij onder andere vlot Russisch.
Fatland groeide op in Ølen in de gemeente Vindafjord. Zij bezocht verder scholen in Lyon en Helsinki, voor zij culturele antropologie studeerde aan de Universiteit van Kopenhagen en de Universiteit van Oslo. Haar eindwerk schreef zij over de Gijzeling in Beslan in 2004, waar meer dan 300 doden vielen. Daarover schreef zij in 2011 Englebyen. Historier fra Beslan, in het Nederlands vertaald als Engelbewaarder van Beslan, met gesprekken met slachtoffers en nabestaanden.
Året uten sommer (Het jaar zonder zomer), gaat op dezelfde manier over de aanslagen in Noorwegen op 22 juli 2011, waar 77 mensen vermoord werden.
In 2014 kwam Sovjetistan uit dat in het Nederlands vertaald werd onder dezelfde titel. Dit is een reisverslag over de vroegere sovjetrepublieken Turkmenistan, Kazachstan, Tadzjikistan, Kirgizië en Oezbekistan. In gesprekken met de mensen zoekt zij ook naar de sporen van de sovjetoverheersing. 
Haar bekendste boek is Grensen. En reise rundt Russland uit 2017, in het Nederlands vertaald als De Grens. Een reis door alle buurlanden van Rusland: Noord-Korea, China, Mongolië, Kazachstan, Azerbeidzjan, Georgië, Oekraïne, Wit-Rusland, Litouwen, Polen, Letland, Estland, Finland en Noorwegen, inclusief de Noordoostelijke Doorvaart. Ook dit reisverslag is doorspekt met gesprekken en verwijzingen naar de geschiedenis van die landen in het licht van de verhoudingen met hun grote buurland.  

## Werken
- 2009: Foreldrekrigen
- 2011: Englebyen. Historier fra Beslan, Nederlands: Engelbewaarder van Beslan
- 2012: Året uten sommer, Nederlands: Het jaar zonder zomer
- 2014: Sovjetistan, Nederlands: Sovjetistan
- 2017: Vinterkrigen
- 2017: Grensen. En reise rundt Russland, Nederlands: De Grens
- 2020: Høyt. En reise i Himalaya